# فولفغانغ باور (فيزيائي)
فولفغانغ باور (بالإنجليزية: Wolfgang Bauer)‏ هو فيزيائي أمريكي، ولد في 5 أبريل 1959 في نيدراو في ألمانيا.